# Zvonice (Paczyna)
Zvonice v Paczyně (polsky: Dzwonnica w Paczynie) je historická dřevěná stavba ze 17. století v městě Paczyna, v gmině Toszek, okres Gliwice, Slezské vojvodství.
Zvonice je zapsána v seznamu památek Polska pod číslem A/300/60 z 7. 3. 1960 a je součástí Stezky dřevěné architektury ve Slezském vojvodství.

## Historie
Zvonice je zmiňována v písemných pramenech v roce 1679. Byla postavena samostatně vedle již neexistujícího dřevěného kostela, který byl rozebrán v roce 1931, a na jeho místě byl postaven nový zděný kostel (farní kostel sv. Martina).

## Architektura
Dřevěná zvonice je postavena na čtvercovém půdorysu štenýřové konstrukce na kamenném základě. Stěny jsou sešikmeny a bedněny deskami. Zvonové patro je širší (krakorcovitě vyložené) opatřeno deskovým bedněním s kruhovými zvonovými okny a je ukončeno stanovou střechou krytou šindelem. V roce 1975 byly provedeny konzervátorské práce. Byla zesílena konstrukce, vyměněno bednění a šindelová střecha.
Ve zvonici se nacházely dva zvony, jeden z roku 1500, byl rekvírován na začátku první světové války. Druhý, také z 16. století, byl rekvírován v roce 1918.